# Lucas Kalfa Sanou
Lucas Kalfa Sanou (ur. 4 września 1951 w Dugona) – burkiński duchowny rzymskokatolicki, od 1998 biskup Banfora.